# Stříbrný gól
Stříbrný gól je pravidlo uplatňované k určení vítěze ve fotbalových utkáních, která v normální hrací době (tedy po 90 minutách hry) skončila nerozhodně. Snahou stříbrného gólu byl – v porovnání se zlatým gólem – milostivější přístup k týmům, které v prodloužení inkasovaly gól.
Pravidlo bylo Evropskou fotbalovou asociací (UEFA) zavedeno v roce 2002 a jeho platnost byla zrušena po skončení Mistrovství Evropy 2004 (EURO 2004).

## Popis pravidla
Prodloužení fotbalového zápasu se hraje na dvakrát 15 minut. Pokud během první nebo druhé části prodloužení padne branka, utkání (oproti zlatému gólu) okamžitě neskončí, nýbrž se dohraje právě rozehraná část prodloužení.
Pokud ani po druhém prodloužení není utkání rozhodnuté, pokračuje zápas až do jeho konečného rozhodnutí kopáním pokutových kopů.

## Stříbrný gól a český tým
Český fotbalový fanoušek má vzpomínku na stříbrný gól Traianose Dellase, kterým rozhodl semifinálové utkání Mistrovství Evropy 2004 mezi mužstvy České republiky a Řecka (0:1). Jeho gól padl v čase 14:58 (neboli 104:58 měřeno od počátku zápasu) a český reprezentační tým tak již neměl dostatek času na zvrácení nepříznivého vývoje utkání, v němž byl fotbalovou veřejností považován za výrazného favorita. Byl to jediný stříbrný gól v historii Mistrovství Evropy, neboť UEFA poté pravidlo stříbrného gólu zrušila.